# Henri Rinck
Henri Rinck (10 de enero de 1870 – 26 de febrero de 1952) fue un compositor de estudios de ajedrez, considerado una de las figuras más importantes de la materia.
Nació en Lyon, en el seno de una familia de cerveceros. Se graduó en química en la Escuela Técnica de Múnich, pero se trasladó a Barcelona en torno a 1900, pasando gran parte de su vida allí. Publicó varias ediciones de estudios, cada una conteniendo los contenidos completos de su predecesora, más sus nuevas composiciones. La edición final, 1414 finales de partida (1952) contiene su obra entera y salió a la luz unos cuantos días antes de su muerte.